# Саат кула (Щип)
Саат кула (на македонска литературна норма: Саат кула) е часовниковата кула в град Щип, Северна Македония. Обявена е от държавата за защитен паметник.
Кулата е изградена през XVII век в централната част на града като бегова кула. Кулата е имала бойници и балкон. На следния XVIII век на кулата е поставен часовников механизъм. Част от кулата е разрушена през 1934 година от съображения за сигурност. Според местна легенда разрушаването е резултат на бунт сред населението от силното биене на часовника.
Местна легента приписва кулата на турски бег, който залюбил щипянката Анка и искал да я потурци. Тя, за да се отъвре, му казала, че ще се потурчи, ако той остави за града хубав спомен, например часовникова кула. Турчинът обаче, вместо да се откаже, бързо изградил кулата и отвел като жена младата щипянка.